# Race Torquay 2020
La Race Torquay 2020, prima edizione della corsa, valevole come terzo evento dell'UCI Oceania Tour 2020 categoria 1.1, si è svolta il 30 gennaio 2020 su un percorso di 133 km, con partenza e arrivo a Torquay, in Australia. La vittoria è stata appannaggio dell'irlandese Sam Bennett, che ha completato il percorso in 3h01'26" alla media di 43,980 km/h, precedendo gli italiani Giacomo Nizzolo e Alberto Dainese.
Al traguardo di Torquay 99 ciclisti, su 113 partiti dalla medesima località, hanno portato a termine la competizione.

## Ordine d'arrivo (Top 10)
| Pos. | Corridore       | Squadra    | Tempo    |
| ---- | --------------- | ---------- | -------- |
| 1    | Sam Bennett     | Deceuninck | 3h01'26" |
| 2    | Giacomo Nizzolo | NTT        | s.t.     |
| 3    | Alberto Dainese | Sunweb     | s.t.     |
| 4    | Kaden Groves    | Mitchelton | s.t.     |
| 5    | Michael Mørkøv  | Deceuninck | s.t.     |
| 6    | Marc Sarreau    | Groupama   | s.t.     |
| 7    | Mads Pedersen   | Trek       | s.t.     |
| 8    | Andrea Vendrame | AG2R       | s.t.     |
| 9    | Roger Kluge     | Lotto      | s.t.     |
| 10   | Elia Viviani    | Cofidis    | s.t.     |